# Lockheed L-2000
Lockheed L-2000 был проектом американского сверхзвукового пассажирского самолёта, разработанного Lockheed Corporation в 1960-х годах. Он был одним из двух финалистов в конкурсе, проводившемся Федеральной авиационной администрацией (FAA) на разработку первого американского сверхзвукового авиалайнера, но в итоге проиграл Boeing 2707.
L-2000 был узкофюзеляжным самолётом длиной 70 метров (223 фута) и шириной 3,35 метра (132 фута). Он был разработан для перевозки 250 пассажиров в смешанной компоновке салона.
L-2000 должен был оснащаться четырьмя турбореактивными двигателями General Electric J93. Эти двигатели должны были разгонять самолёт до скорости 2,7 М (примерно 2900 км/ч).
L-2000 конкурировал с Boeing 2707, который был более крупным и вместительным самолётом. Boeing 2707 был выбран победителем конкурса в 1969 году, но программа была отменена в 1971 году из-за ряда факторов, включая:
Технические проблемы: Разработка сверхзвуковых двигателей оказалась более сложной, чем ожидалось.
Экологические проблемы: Сверхзвуковые полеты вызывали озабоченность по поводу шумового загрязнения и образования озоновых дыр.
Экономические проблемы: Программа оказалась очень дорогой, и было неясно, будет ли она коммерчески успешной.
Наследие
Хотя L-2000 так и не был построен, он был одним из самых знаковых проектов в истории авиации. Он продемонстрировал потенциал сверхзвуковых пассажирских перевозок, но также показал некоторые из проблем, которые могут помешать их реализации.